# Archamia mozambiquensis
Archamia mozambiquensis és una espècie de peix pertanyent a la família dels apogònids.

## Descripció
- Pot arribar a fer 8,9 cm de llargària màxima.
- 7 espines i 9 radis tous a l'aleta dorsal i 2 espines i 13-15 radis tous a l'anal.[2][3]

## Hàbitat
És un peix marí, associat als esculls i de clima tropical que viu entre 1 i 20 m de fondària.

## Distribució geogràfica
Es troba a l'Índic occidental: des de Kenya fins a KwaZulu-Natal (Sud-àfrica).

## Observacions
És inofensiu per als humans.